# The Girl in the Other Room
The Girl in the Other Room es el octavo álbum de la pianista y cantante de Jazz canadiense Diana Krall, editado en 2004 y el primero en el que ella misma participa en la composición de las canciones junto a su marido y también músico Elvis Costello.

## Listado de canciones
1. "Stop This World" (Mose Allison) - 4:00
2. "The Girl In The Other Room" (Diana Krall / Elvis Costello) - 4:06
3. "Temptation" (Tom Waits) - 4:30
4. "Almost Blue" (Costello) - 4:06
5. "I've Changed My Address" (music: Krall, lyrics: Costello / Krall) - 4:50
6. "Love Me Like A Man" (Chris Smither) - 5:50
7. "I'm Pulling Through" (Arthur Herzog / Irene Kitchings) - 4:04
8. "Black Crow" (Joni Mitchell) - 4:50
9. "Narrow Daylight" (music: Krall, lyrics: Costello / Krall) - 3:33
10. "Abandoned Masquerade" (music: Krall, lyrics: Costello) - 5:12
11. "I'm Coming Through" (music: Krall, lyrics: Costello / Krall) - 5:10
12. "Departure Bay" (music: Krall, lyrics: Costello / Krall) - 5:40

## Músicos
- Diana Krall: Piano y voz
- Peter Erskine: Percusión en "Stop This World", "Almost Blue", y en las canciones de la 7 a la 12
- Jeff Hamilton: Percusión en "The Girl In The Other Room", "I've Changed My Address", y en "Love Me Like A Man"
- Terri Lyne Carrington: Percusión en "Temptation"
- Christian McBride: Bajo en "Stop This World", "Temptation", "Almost Blue", y en las canciones 7 a la 12
- John Clayton: Bajo en "The Girl In The Other Room", "I've Changed My Address", y en "Love Me Like A Man"
- Neil Larsen: Órgano Hammond en "Temptation"
- Anthony Wilson: Guitarra

- Datos: Q1754642